# Barrick Gold
Barrick Gold Corporation — канадская горнодобывающая компания, один из мировых лидеров по добыче золота (в 2020 году 4,76 млн унций, второе место после Newmont Mining). Штаб-квартира — в Торонто, провинция Онтарио. В списке крупнейших публичных компаний мира Forbes Global 2000 за 2021 год компания заняла 338-е место (277-е по чистой прибыли, 461-е по рыночной капитализации, 757-е по активам, 814-е по размеру выручки).
Вложения Джорджа Сороса в Barrick Gold на 31 марта 2016 года оценивались в $263 млн и являлись самым крупным его активом из торгующихся на американской бирже.

## История
Компания основана в 1983 году Петером Мунком (Peter Munk). Мунк родился в 1927 году в Венгрии, в 1948 году эмигрировал в Канаду. С партнёром Дэвидом Гилмуром и несколькими арабскими инвесторами в 1980 году он основал нефтяную компанию Barrick Petroleum Corporation, но она успеха не имела. Следующая попытка Мунка была в золотодобыче, в мае 1983 года он разместил акции своей новой компании, Barrick Resources Corporation, на Торонтской фондовой бирже, что принесло 2,5 млн канадских долларов. Стратегией компании была покупка уже готовых шахт с потенциалом роста добычи. Первыми активами стали Вальдес-Крик на Аляске и Ренаби в Онтарио. В 1984 году была куплена квебекская компания Camflo Mines Ltd. с шахтами в Неваде и Онтарио. В 1985 году компания провела дополнительную эмиссию акций на Нью-Йоркской фондовой бирже. Вырученные средства были потрачены на покупку шахты Меркур в Юте, принадлежавшей Texaco; эта покупка утроила объём добычи компании до 116 тысяч унций за год. Следующим этапом стала покупка участка Голдстрайк в Неваде по соседству с шахтой Карлин Newmont Mining. На этом участке была построена шахта Бетц, ставшая главным золотодобывающих активом компании. Мунк одним из первых в золотодобывающей отрасли начал применять хеджирование, заключение контрактов на будущие поставки золота по фиксированной цене. Это очень пригодилось компании в конце 1980-х и начале 1990-х годов, когда цены на золото были рекордно низкими и большинство конкурентов терпели убытки. В 1992 году добыча золота достигла 1,3 млн унций. В этом же году велись переговоры о слиянии Barrick и Newmont, однако компании ограничились совместной разработкой участков вокруг месторождения Карлин.
В 1994 году была куплена компания Lac Minerals, наиболее ценной собственностью которой было месторождение Эль Индио в Андах на границе Аргентины и Чили. Покупка вывела компанию на второе место в мире по добыче золота (3 млн унций и 50 млн унций запасов). В 1995 году была куплена Arequipa Resources, ванкуверская компания, владеющая участками в Перу. В начале 1997 года была куплена 75-процентная доля месторождения Булсанг в Индонезии. Однако этот год стал тяжёлым для компании: цена на золото достигла 12-летнего минимума, рыночная капитализация компании сократилась вдвое (с 15 до 8 млрд долларов), за месторождение Булсанг началась тяжба с другой канадской компанией, Bre-X Minerals, в прессе Barrick обвиняли в манипулировании ценой на золото и использовании политического влияния (членами совета директоров компании были бывший премьер-министр Канады Брайан Малруни и бывший президент США Джордж Буш); в этом году были закрыты четыре из 9 шахт компании. Отказавшись от проекта в Индонезии, в 1999 году компания приобрела участок Бульянхулу на месторождении Саттон в Танзании.
В 2001 году была куплена Homestake Mining Company, одна из старейших горнодобывающих компаний США. В 2006 году была поглощена конкурирующая канадская компания Placer Dome. В 2010 году активы в Танзании были выделены в компанию African Barrick Gold, часть акций которой была размещена на Лондонской фондовой бирже. В 2011 году была куплена компания Equinox Minerals.
В 2018 году было заключено партнёрское соглашение с китайской государственной Shandong Gold Group, которое вылилось в совместное владение шахтой Веладеро в Аргентине; отчасти это было связано с риском потерять лицензию на эту шахты после крупного слива токсичных отходов в местные реки в 2014 году. В сентябре 2018 года была куплена компания Randgold Resources. Гендиректор Randgold Марк Бристоу (Mark Bristow) занял такой же пост в Barrick Gold. В июле 2019 года Barrick и Newmont Corporation основали совместное предприятие Nevada Gold Mines, объединившее их шахты и инфраструктуру в Неваде и ставшее крупнейшим золотодобывающем комплексом в мире, в нём работает более 7000 человек.

## Деятельность
Компания ведёт добычу золота на приисках в США, Канаде, Доминиканской Республике, Перу, Чили, Аргентине, Танзании и других странах. Доказанные запасы золота на месторождениях компании на конец 2020 года составляли 21 млн унций, возможные — 47 млн унций, в сумме 68 млн унций (2108 т). Запасы серебра — 140 млн унций (4340 тонн), меди — 2,3 млн тонн.
В 2020 году компания добыла 4,76 млн унций золота (162 тонны), средняя себестоимость добычи составила 967 долларов на унцию, средняя цена золота — 1770 долларов за унцию. Добыча меди составила 186 тысяч тонн.
Основные регионы добычи:
- Северная Америка — Nevada Gold Mines (Невада, доля 61,5 %, остальное у Newmont Mining, включает шахты Карлин, Кортес, Торкуас-Ридж), Хемло (Канада); добыча золота 2,35 млн унций, запасы 24 млн унций. Проекты: Донлин-Голд (Аляска) и Формайл (Невада).
- Латинская Америка и Азиатско-Тихоокенский регион — основные шахты: Пуэбло-Вьехо (60 %, Доминиканская Республика), Веладеро (Аргентина), Зальдивар (медь, 50 %, Чили), Лагунас-Норте (Перу), Поргера (47,5 %, Папуа — Новая Гвинея). Добыча золота 850 тысяч унций, запасы 23 млн унций. Проекты: Паскуа Лама, Норте-Абьерто, Альтурас (Чили).
- Африка и Ближний Восток — основные шахты: Луло-Гунколо (80 %, Мали), Тонгон (89,7 %, Кот-д’Ивуар), Кибали (45 %, Демократическая Республика Конго), Норт-Мара, Бульянхулу, Бузваги (84 %, Танзания), Лумвана (медь, Замбия), Джабал-Сайид (медь, 50 %, Саудовская Аравия). Добыча золота 1,55 млн унций, запасы 16 млн унций[2].

### Barrick Gold в России
Barrick Gold до 2012 года владела 20 % акций зарегистрированной в Великобритании Highland Gold Mining (HGM) — второй по размерам запасов золота (около 400 т) золотодобывающей компании в России. Barrick Gold до 2020 года владела 79 % акций ЗАО «Фёдорово Рисорсес», которая владеет лицензией на добычу на месторождение металлов платиновой группы (МПГ) «Федорова тундра в Мурманской области» — это был последний актив компании в России с запасами около 300 т МПГ.

### Некоторые месторождения
- Паскуа Лама — карьер в Андах, на границе Аргентины и Чили.

### Монета в 1 миллион долларов
По заказу компании Barrick Королевский канадский монетный двор отчеканил золотую монету массой в 100 кг и номиналом в 1 миллион канадских долларов (фактическая стоимость около 5 млн долларов), которую компания приобрела и периодически выставляет в рекламных целях. С апреля 2012 по апрель 2013 года монета выставлялась в Канадском музее природы (Оттава).